# オキナワテイカカズラ

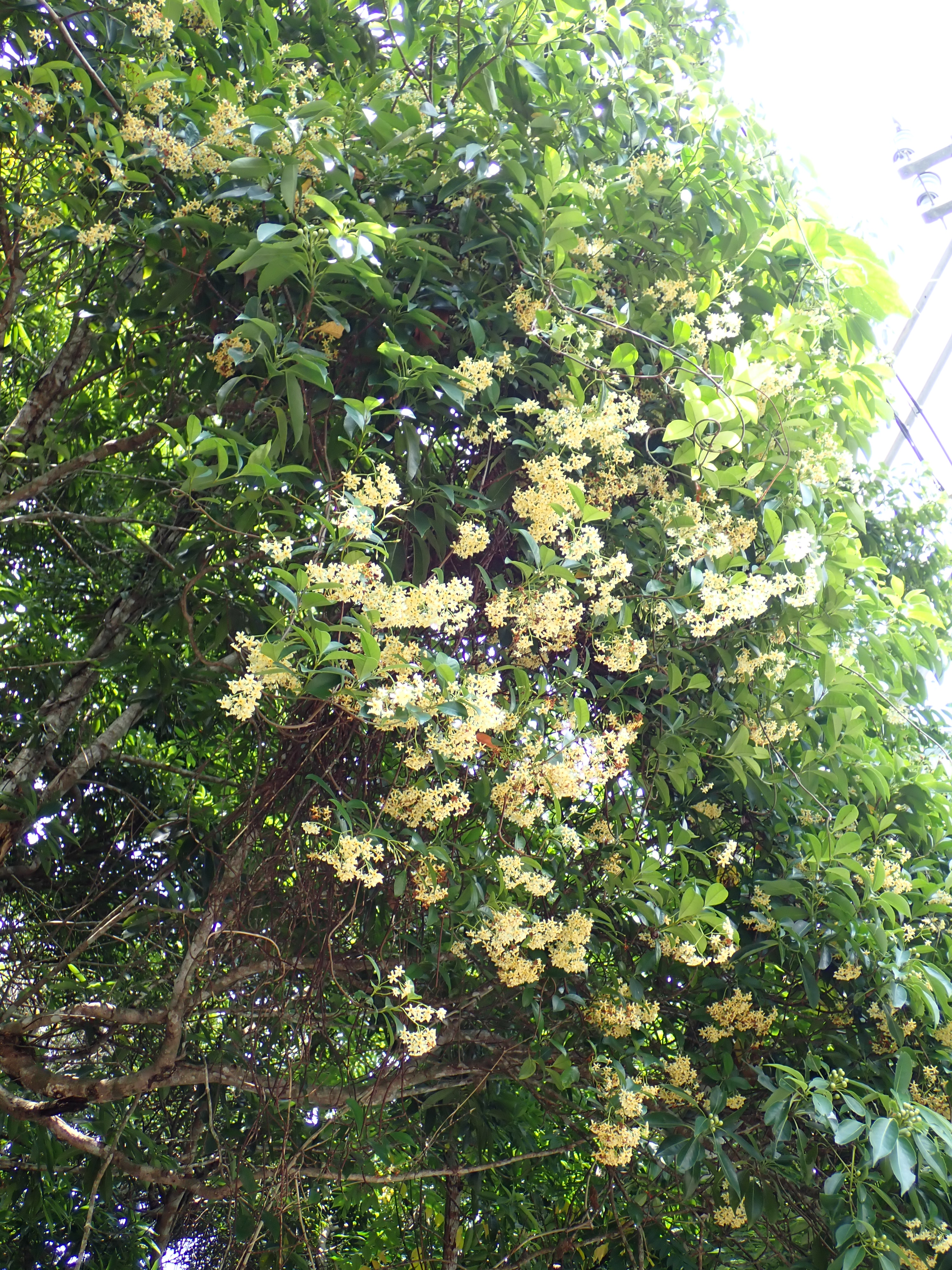
樹から垂れ下がる（2025年4月 沖縄県石垣市 バンナ公園）

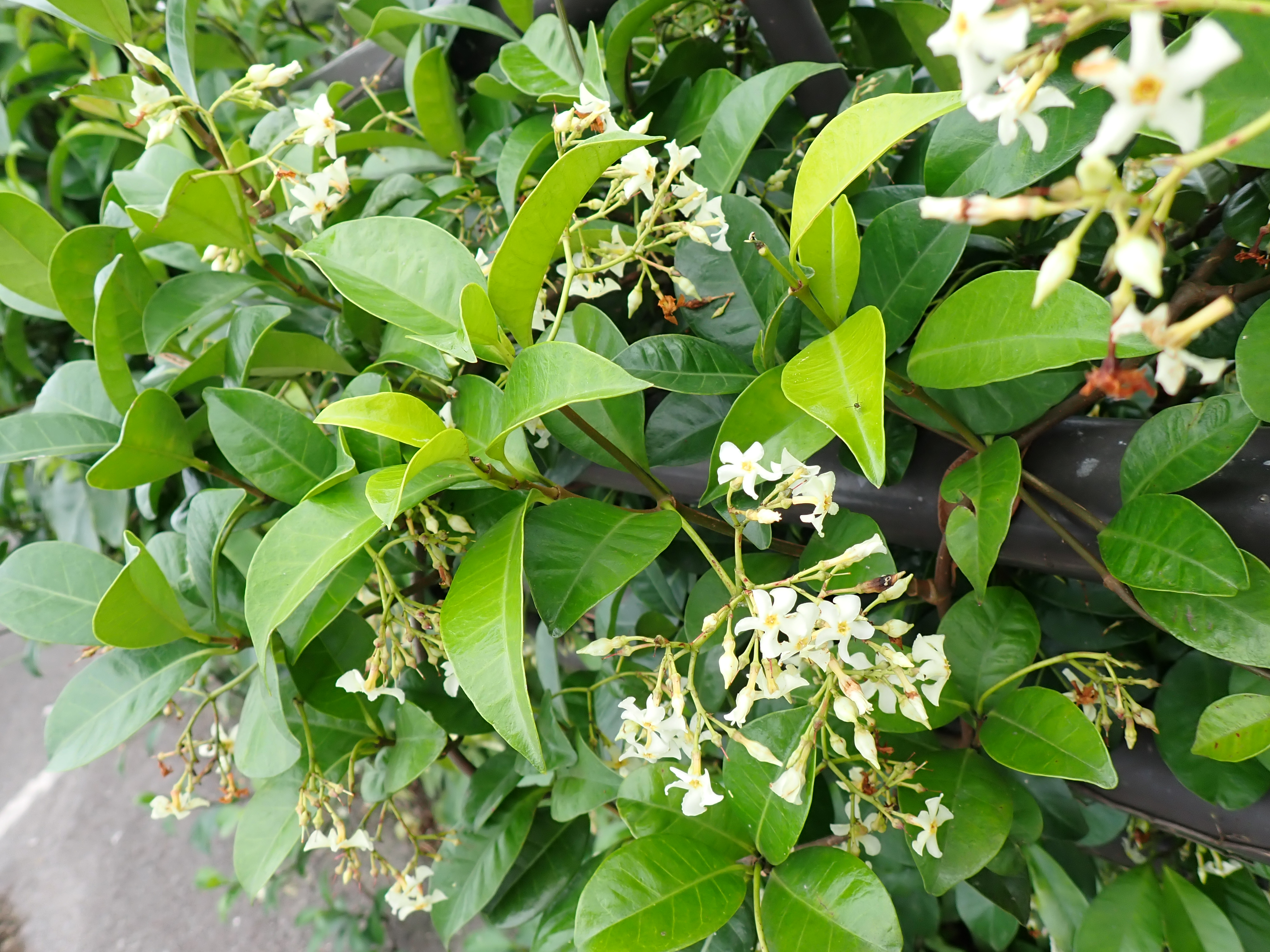
フェンスに這う（2025年5月 沖縄県石垣市 バンナ公園）

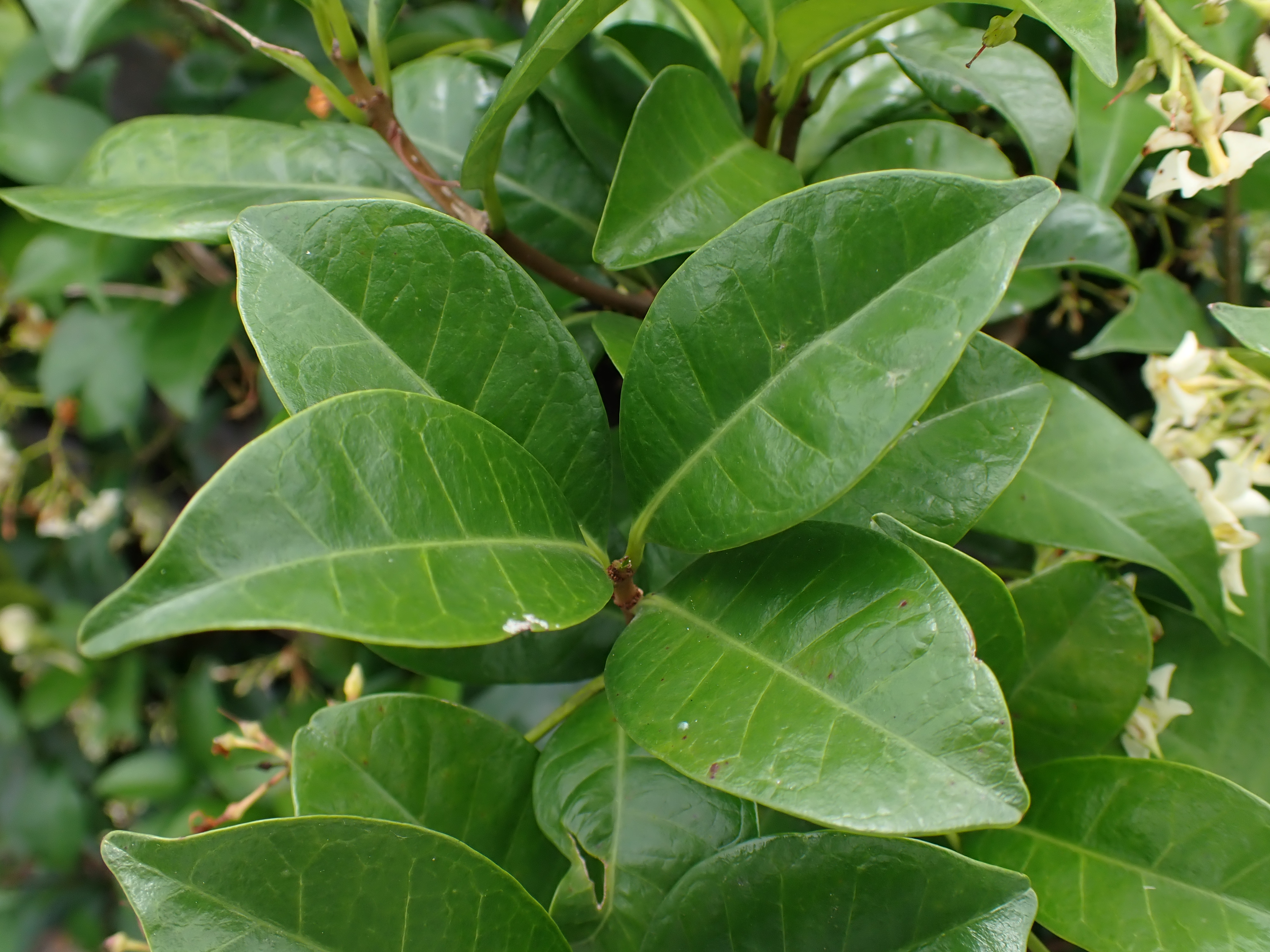
対生する葉

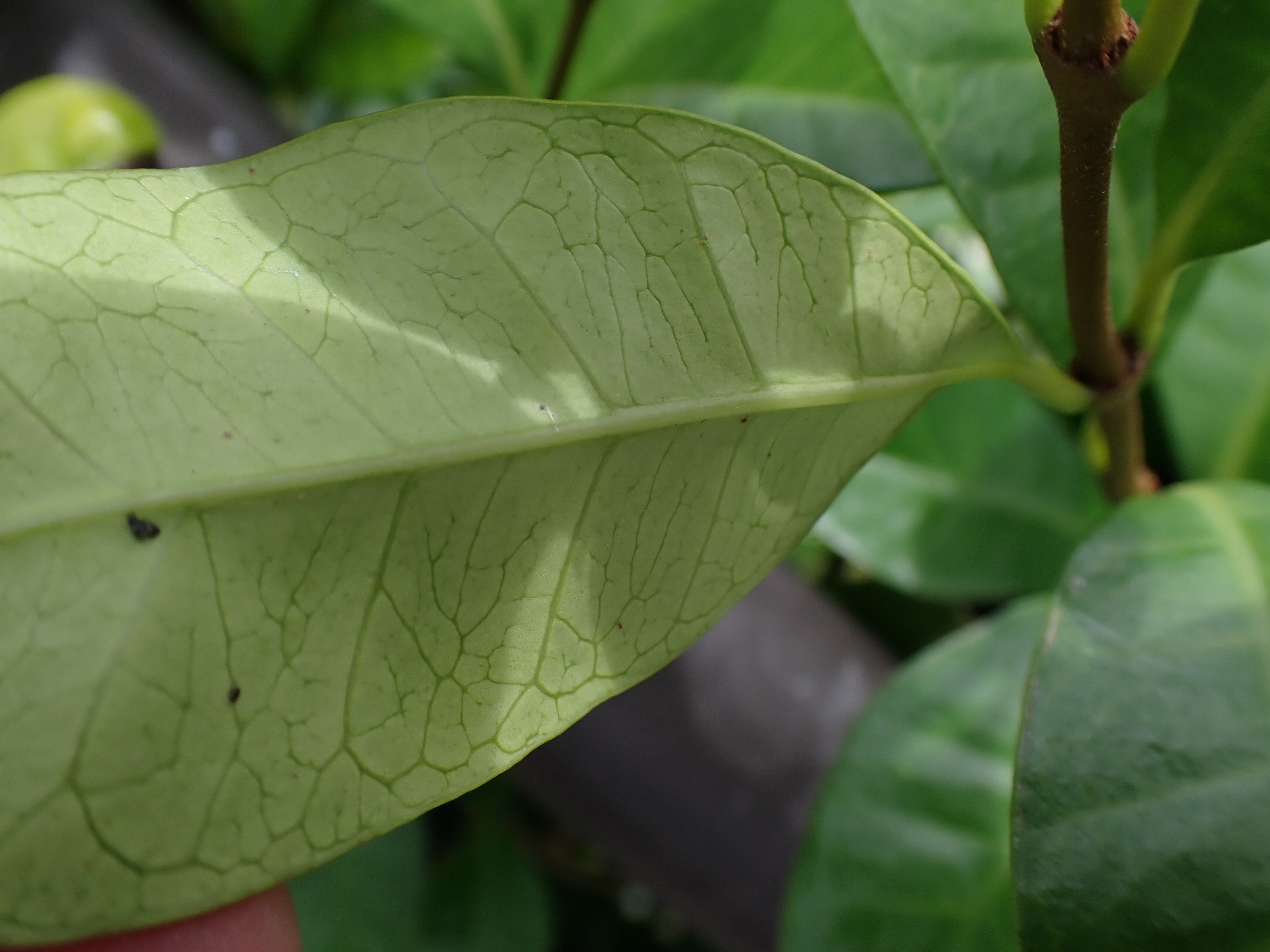
葉裏の葉脈

オキナワテイカカズラ（別名リュウキュウテイカカズラ、学名：T. asiaticum var. liukiuense）はキョウチクトウ科テイカカズラ属のつる性常緑樹。テイカカズラの変種に分類される。

## 特徴
付着根で樹冠や岩をよじ登るか地面を這い、長さ10–15 mほどになる。葉は長さ4–10 cmの倒卵状楕円形でうすい革質、両面無毛で全縁、葉先は尖り、葉裏の葉脈の網目が目立つ。開花期は初夏で、枝先または腋生の集散花序を出し、小さな花を密に咲かせる。花筒は長さ6–7 mm、萼片は長さ1–2 mmで、ともにテイカカズラよりわずかに小さい。花はジャスミンに似た芳香をもち、開花時の白色から薄黄色に変化する。花冠は先端が5裂し、プロペラ状によじれる。果実は長さ15–30 cmの細長い線形の袋果で、2個が対になり、熟すると赤～褐色になり、V字状に裂開する。種子は長さ3 cmの白い毛があり、風で飛散する。

## 分布と生育環境
鹿児島県佐多岬以南、南西諸島（大東諸島を除く）、小笠原諸島に分布。低地～山地の日当たりの良い林縁に普通に生育）。

## 分類について
本種をヒメテイカカズラ T. gracilipesの変種とする図鑑もあるが、YListでは現在、ヒメテイカカズラとオキナワテイカカズラをテイカカズラ T. asiaticumの変種としている。本項における学名表記は後者のYListに従う。
なお、POWOではT. asiaticum var. liukiuenseやT. gracilipesなどを含む多くの種や変種をT. asiaticumのシノニムとしており、この場合のT. asiaticumの分布域は日本から中国～東南アジア～南アジアまで拡大する。